# Charles Lane Poor

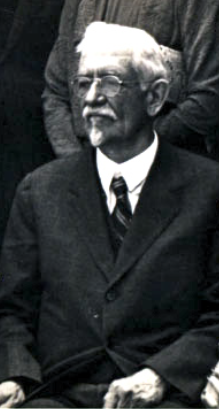
Charles Lane Poor (Mitte 1940er Jahre)

Charles Lane Poor (* 18. Januar 1866 in Hackensack, New Jersey; † 27. September 1951 in New York City) war ein US-amerikanischer Astronom und Astrophysiker, der sich vor allem mit Himmelsmechanik befasste, aber insbesondere für seine Gegnerschaft zu Albert Einstein und dessen Relativitätstheorie bekannt wurde (siehe Kritik an der Relativitätstheorie).
Poor war der Sohn des Geschäftsmanns und Industriellen Edward Erie Poor. Charles Lane Poor erwarb 1886 am City College of New York einen Bachelor und 1890 ebendort einen Master. Er promovierte bei Simon Newcomb an der Johns Hopkins University mit einer Arbeit über den Kometen Comet 1899 V (16P/Brooks) und dessen sensationelle Ablenkung durch den Jupiter. Poor übernahm in der Folge zunächst die Professur von Newcomb, verließ aber 1899 die Universität, um vorübergehend väterliche Unternehmen in der Baumwollindustrie zu leiten. 1903 erhielt Poor wiederum eine Professur, diesmal an der Columbia University, die er bis zu seiner Emeritierung 1947 innehatte.
1893 wurde Poor in die Royal Astronomical Society gewählt, 1896 zum Mitglied der American Academy of Arts and Sciences.
In seiner Freizeit segelte Poor gerne. Er entwickelte verschiedene Instrumente zur Navigation, von denen eines die amerikanische Delegation zur Gründungskonferenz der International Astronomical Union (1919 in Brüssel) auf der Aquitania begleitete. Er veröffentlichte mehrere Bücher über Navigation und die Vermessung von Segelschiffen. Poor war 25 Jahre lang Leiter des Aufnahmekomitees des New York Yacht Club.
Charles Lane Poor war mit Anna Easton verheiratet. Das Paar hatte zwei Söhne.